# (5754) 1992 FR2
Az (5754) 1992 FR2 a Naprendszer kisbolygóövében található aszteroida. Ueda és Kaneda fedezte fel 1992. március 24-én.